# Agapito Mosca
Agapito Mosca (Pesaro, 28 de abril de 1678 - Roma, 21 de agosto de 1760) foi um cardeal do século XVIII

## Biografia
Nasceu em Pesaro em 28 de abril de 1678. De família nobre e patrícia, originária de Alzano Lombardo, diocese de Bérgamo. Filho do Marquês Carlo Mosca e Ippolita Grepi, de Como. Primo do Papa Clemente XI. Ele também está listado como Agapitus Musca; e seu primeiro nome como Agabito.
Estudou no Collegio Tolomei , Siena, 1692; mais tarde, frequentou a Universidade de Urbino, onde obteve o doutorado in utroque iure , direito canônico e civil, em 1697. Terminados os estudos, foi para Roma e frequentou as academias eruditas da cidade sob a orientação de seu primo , então cardeal Gianfrancesco Albani.
Obteve em Roma o cargo de Correttore delle Contraddette , que carregava a dignidade de prelado, do qual, por especial indulgência do papa, foi dispensado. Em 1702, o Papa Clemente XII o designou para Lorenzo Fieschi, arcebispo de Avignon, núncio extraordinário na França. Ele voltou a Roma em 1703. Em 1706, ele trouxe o barrete vermelho para os novos cardeais Gianalberto Badoaro, patriarca de Veneza, e Christian August von Sachsen-Zeitz, bispo de Györ, Hungria; visitou as cidades mais cultas da Alemanha, e também da Polónia; em Viena, ele abordou alguns assuntos sérios designados pelo papa. Cônego da patriarcal basílica vaticana, 6 de outubro de 1707. Vice-legado na Romagna e presidente delle Acque delle Tre Legazioni, dezembro de 1713. Referendário dos Tribunais da Assinatura Apostólica da Justiça e da Graça, 25 de janeiro de 1714. Governador de Iesi, 26 de abril de 1717. Governador de Loreto, 11 de janeiro de 1721. Presidente da Reverenda Câmara Apostólica, 27 de outubro , 1726. Clérigo da Câmara Apostólica, 30 de abril de 1728; como tal, foi superintendente de Collescipoli e governador de Montone ca. 1731.
Criado cardeal diácono no consistório de 1º de outubro de 1732; recebeu o chapéu vermelho e a diaconia de S. Giorgio em Velabro, 17 de novembro de 1732. Legado em Ferrara, 30 de julho de 1734; chegou a Ferrara em 20 de setembro de 1734; legação prorrogada por um triênio, 6 de julho de 1737. Em 21 de maio de 1738, acolheu, como legada a latere , Maria Amália, filha do duque da Saxônia; ela estava viajando da Saxônia para Nápoles para seu casamento com o rei Carlo di Borbone. Participou do conclave de 1740, que elegeu o Papa Bento XIV. Em setembro de 1740, renunciou à legação em Ferrara, que havia sido confirmada, e permaneceu em Roma. Optou pela diaconia de S. Agata em Suburra, a 11 de março de 1743. Participou do conclave de 1758, que elegeu o Papa Clemente XIII. Foi sempre diligente na assistência aos pobres e afável com todos os que com ele se relacionavam.
Morreu em Roma em 21 de agosto de 1760, Roma. Exposto na basílica de Ss. XII Apostoli, dos Franciscanos Conventuais, Roma, onde se realizou o funeral; e enterrado perto do altar-mor na igreja capuchinha de Santissima Concezione , Roma, de acordo com sua vontade; sua lápide é magnificamente adornada e tem uma inscrição honrosa.